# Sulawesi
Sulawesi, còn gọi là Celebes, Tắc Lặc Bá, là một đảo lớn của Indonesia. Đảo này thuộc quần đảo Sunda lớn và là đảo lớn thứ mười một thế giới, tọa lạc giữa Borneo và quần đảo Maluku. Ở Indonesia, chỉ Sumatra, Borneo và Papua có diện tích lớn hơn, và chỉ Java và Sumatra có đông dân hơn.

Hiệu kỳ Sulawesi

Sulawesi được tạo nên từ bốn bán đảo: bán đảo Minahasa miền bắc; bán đảo Đông; bán đảo Nam; và bán đảo Đông Nam. Ba vịnh chia tách bốn bán đảo này: vịnh Tomini giữa bán đảo Minahasa và bán đảo Đông; vịnh Tolo giữa bán đảo Đông và Đông Nam; vịnh Bone giữa bán đảo Nam và Đông Nam. Eo Makassar nằm ở phía tây đảo và chia cắt hòn đảo với Borneo.
Tôn giáo ở Sulawesi (2010)